# Rivière Baker-Brook-Nord
Pour les articles homonymes, voir Baker.
La rivière Baker-Brook-Nord  (aussi connu sous le nom de ruisseau Baker Nord au Québec) est un affluent de la rivière Baker, coulant au Canada dans le Québec, dans le Bas-Saint-Laurent, dans le Témiscouata, dans les municipalités de Packington et de Saint-Jean-de-la-Lande, et dans le
Nouveau-Brunswick (partie Nord-Ouest), dans le comté de Madawaska, municipalité de Baker-Brook.

## Géographie
La rivière prend sa source au lac à Pelletier (diamètre : 0,1 km ; altitude : 323 m) qui est du côté Sud-Ouest de la route du 8e et 9e rang Nord, dans la municipalité de Packington. Cette source est située à :
- 16,3 km au Nord-Ouest de la frontière entre le Québec et le Nouveau-Brunswick ;
- 7,0 km au Nord de la pointe Nord du lac Méruimticook ;
- 3,8 km au Nord-Ouest du centre du village de Packington qui est situé au Québec.

À partir du lac à Pelletier, la rivière Baker Nord coule sur environ 30 km :
- 3,7 km vers le Sud-Est, en longeant du côté Sud-Ouest la route du 8e et 9e rang Nord, jusqu'au pont de la route du Lac-Jerry ;
- 6,9 km vers le Sud-Est, jusqu’à la limite de la municipalité de Saint-Jean-de-la-Lande ;
- 6,0 km (ou 4,4 km en ligne directe) vers le Sud-Est dans Saint-Jean-de-la-Lande, jusqu’à la route du Lac Baker qu’elle coupe du côté Sud-Ouest du village de Saint-Jean-de-la-Lande ;
- 3,3 km vers le Sud-Est jusqu'à la rue Principale (route du 8e et 9e rang Sud) ;
- 0,5 km vers l’Est, jusqu’au « Petit ruisseau Baker » ;
- 1,5 km (ou 1,1 km en ligne directe) vers le Sud-Est, jusqu’à la frontière entre le Québec et le Nouveau-Brunswick ;
- 6,2 km (ou 3,1 km en ligne directe) vers Sud-Est dans le comté de Madawaska, au Nouveau-Brunswick, jusqu’à sa confluence[2].

La rivière Baker-Brook-Nord se déverse dans un coude de rivière sur la rive Nord de la rivière Baker, à Baker-Brook, dans le comté de Madawaska.
À partir de la confluence la rivière Baker-Brook-Nord, la rivière Baker coule vers le Sud-Est, jusqu’à la rive Nord du fleuve Saint-Jean. Ce dernier traverse le Nouveau-Brunswick vers le Sud-Est jusqu’à la rive Nord de la baie de Fundy, laquelle s’ouvre au Sud-Ouest dans l’océan Atlantique.
La confluence de la rivière Baker Nord est située à :
- 11,7 km au Nord-Ouest de la confluence de la rivière Baker laquelle se déverse dans Baker-Brook ;
- 3,1 km au Sud de la frontière entre le Québec et le Nouveau-Brunswick.

## Toponymie
Le terme « Baker » est un patronyme de famille d’origine anglophone.